# Língua harari
Harari,às vezes chamada (H)aderi ou (H)adere) é a língua do povo harari da Etiópia. Conforme o censo de 1998 da Etiópia, a língua era falada por  21.283 pessoas. A maioria dos seus falantes também domina a língua amárica e o oromo. A língua é bem relacionada às línguas gurage leste, à língua zay e ao silte. Os falantes locais e os nativos a chamam também de "Gey sinan" (“Língua da cidade”). Muito do vocabulário é de origem árabe e, em menor escala, do italiano.

## Escrita
A língua Harari tem duas formas de escrita.
- a Escrita ge'ez ou Etiópica em sua forma de abugida com símbolos para combinar 26 sons consoantes com 7 sons vogais (ä, I, a, e, i, o, u), num total de 91 grafos.
- o alfabeto latino com as 26 letras convencionais mais  os dígrafos Ch, Dh, Gh, Kh, Sh, Xh, Zh e Gn; mais todas as 5 vogais com acento circunflexo, a vogal A com o diacrítico ponto superior e as consoantes D, H, S, T, Z também com um ponto superior.

## Amostra de texto
alfabeto latino
Waldâchzinâw dînziyu wâ sinânziyûw matlêmadle 1992be qurân gêy kafatnama Gêy sinânuw amânbe matlêmad nifarkikut lâtîn harfîbe matlêmad êgalna.
Yîbe amânbe waldâchzina ûga zilahadube, 1999be bâdbe (Hararbe) hukûmazina sabai harfibe sinânzinâw maktable murti huluf zâshasa iggnâchum fîtzinâw azzo garab gargab âshna. Yakhnimâm qâcibe zilêqu waldâchuw sabai harfîw matlêmad ôrkut tâb khânama agagnnêw.
Português
Desde 1992 uma Escola de Língua Harari foi fundada para ensinar a língua Harari para nossas crianças. Para simplificar o processo de ensino nós adotamos o alfabeto latino e o desenvolvemos para as necessidades da língua Harari.
Em 1999, quando o Governo Regional de Harari adotou a escrita Sabeana (Etiópica), nos tentamos usá-la aqui para nossos estudantes. Porém nossos estudantes acharam a Sabeana muito difícil para aprender.